# Preußische T 13 (Bauart Union)

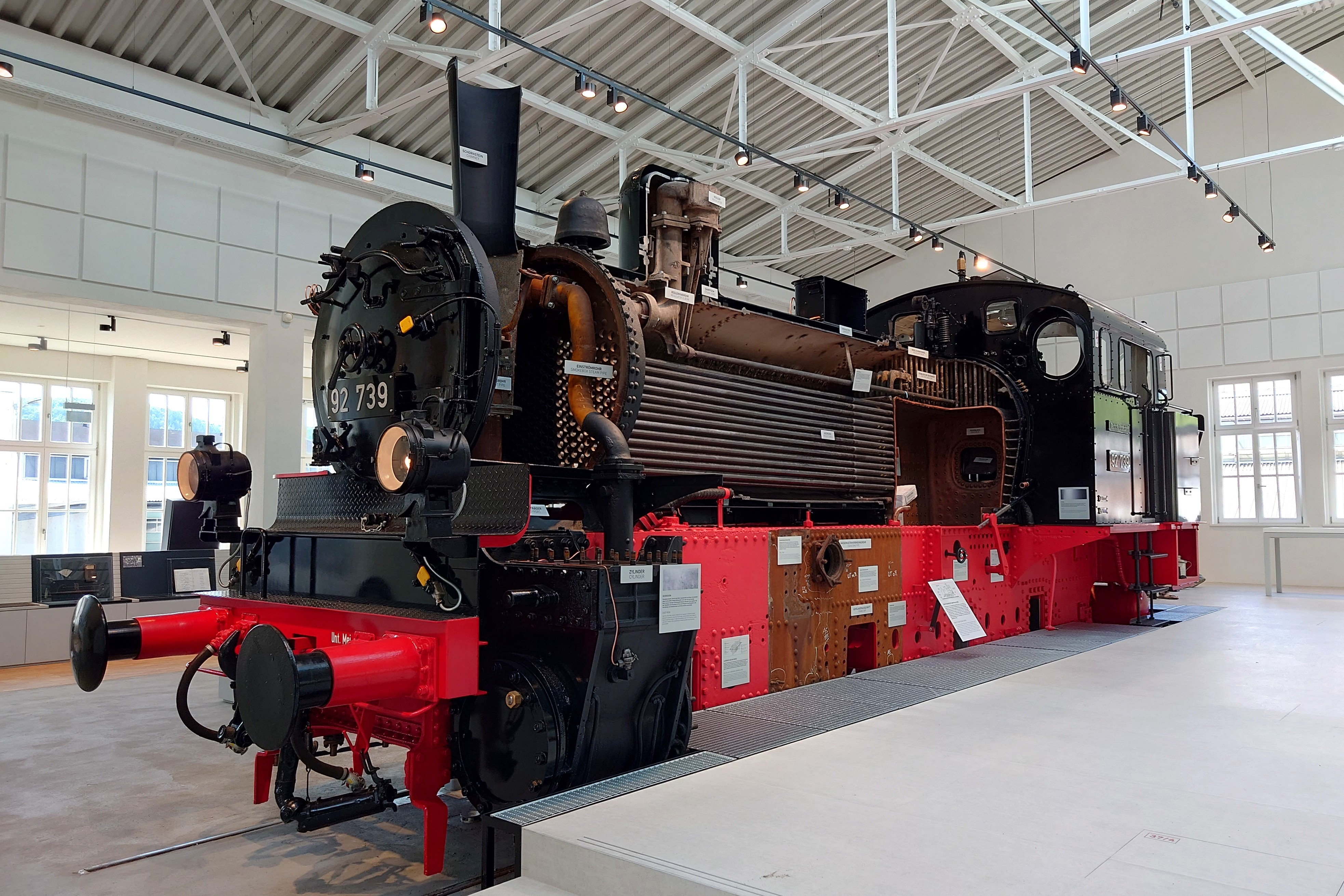
T 13 im Schnitt in Meiningen

Die Preußischen T 13 der Bauart Union waren Tenderlokomotiven der Preußischen Staatseisenbahnen für den Güterzugdienst. Von der Deutschen Reichsbahn wurden sie 1925 in die Baureihe 92.5–10 eingeordnet.

## Geschichte
Nach 1900 erreichte der Güterverkehr in den großen Eisenbahnknoten einen derartigen Umfang, dass die bisher im Rangierdienst eingesetzten Tenderlokomotiven an die Grenze ihrer Leistungsfähigkeit gelangten. Notgedrungen setzte man in diesen Diensten in Preußen die Schlepptenderlokomotive der Gattung G 7.1 ein, was jedoch nur eine Übergangslösung sein konnte. Die Union Gießerei Königsberg stellte bereits 1907 einen Entwurf für eine vierfach gekuppelte Tenderlokomotive vor, die zunächst nicht in Serie ging. Streit gab es vor allem um die Notwendigkeit eines Überhitzers, der von Robert Garbe favorisiert, aber vom Verkehrsministerium letztlich abgelehnt wurde. Begründet wurde das vor allem damit, dass der Überhitzer bei einer Rangierlokomotive keine wirtschaftlichen Vorteile bringen würde.
Von 1909 bis 1916 wurden schließlich insgesamt 512 Lokomotiven für die Preußischen Staatseisenbahnen und für die Großherzoglich Oldenburgischen Staatseisenbahnen als Nassdampflokomotive gebaut. Dazu kamen 60 Stück für die Reichseisenbahnen in Elsaß-Lothringen. Hersteller waren neben der Union-Gießerei Königsberg auch Hanomag in Hannover, Hagans in Erfurt, Hohenzollern in Düsseldorf und die Elsässische Maschinenbau-Gesellschaft Grafenstaden.

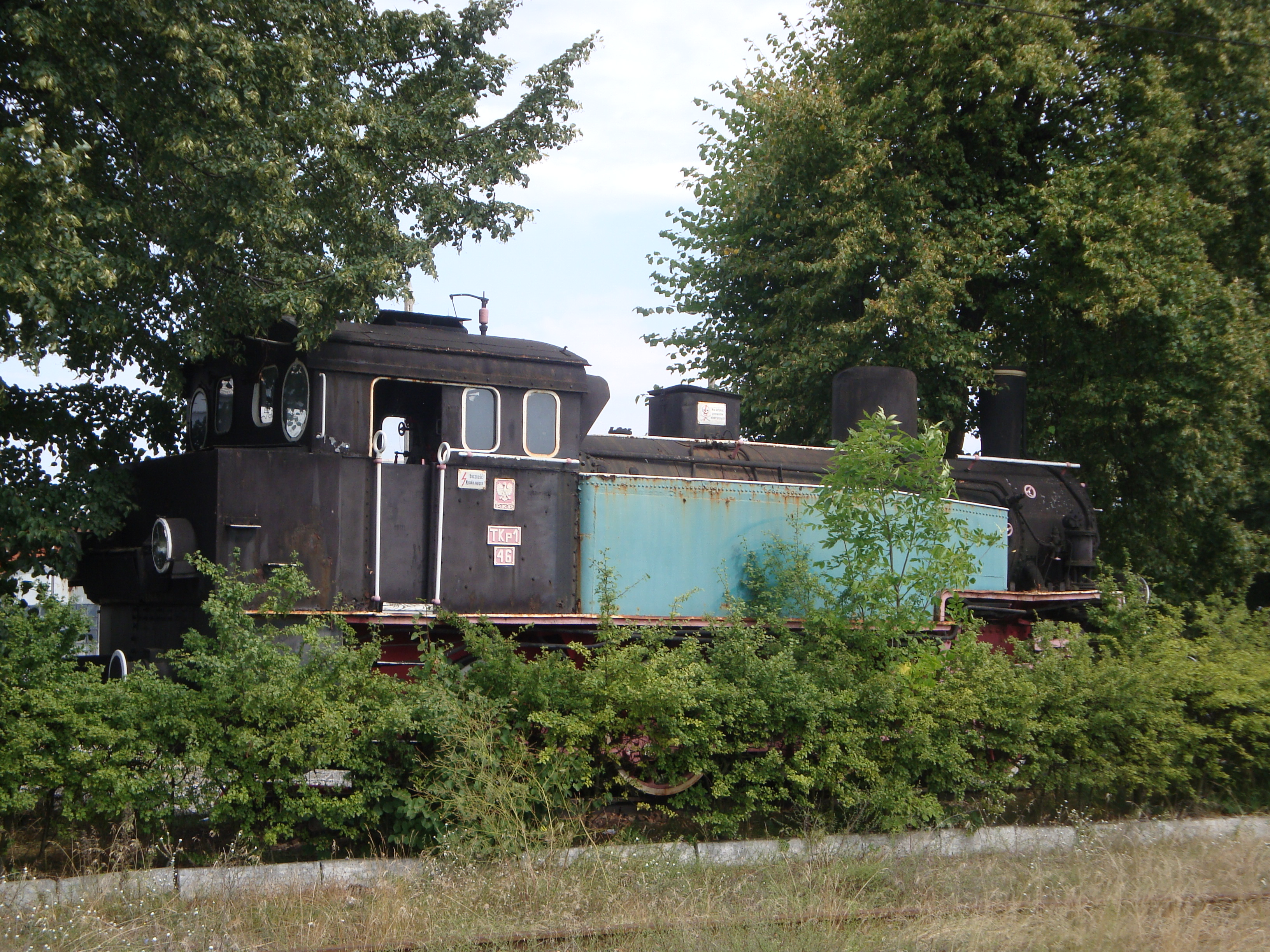
TKp1-46 der PKP

Infolge des Ersten Weltkrieges verblieben etliche Lokomotiven außerhalb des deutschen Staatsgebietes. Allein die Polnischen Staatsbahnen (PKP) übernahmen 43 Lokomotiven, die später als TKp1 bezeichnet wurden. 14 Lokomotiven verblieben in der Tschechoslowakei, von denen 12 von den Tschechoslowakischen Staatsbahnen (ČSD) übernommen wurden. 18 Lokomotiven verblieben in Belgien. Alle wurden bis 1934 ausgemustert.
Um die Verluste auszugleichen, bestellte die nunmehrige Deutschen Reichsbahn nochmals 72 Lokomotiven, die in den Jahren 1921 und 1922 geliefert wurden. Im endgültigen Umzeichnungsplan der Deutschen Reichsbahn von 1925 waren 509 Lokomotiven enthalten. Sie erhielten die Betriebsnummern 92 501–913 und 92 1001–1072. Davon stammten die Nummern 92 585–588, 92 606, 92 607, 92 910–913 von den Großherzoglich Oldenburgischen Staatseisenbahnen und die 92 732–738 von den Reichseisenbahnen in Elsaß-Lothringen.
Als Weiterentwicklung ließ die Deutsche Reichsbahn ab 1921 zudem insgesamt 18 Maschinen bauen, die einen Kleinrohrüberhitzer Bauart Schmidt und eine Ventilsteuerung der Bauart Lentz erhielten, aber ansonsten dem Ursprungstyp entsprachen. Sie wurden zunächst als T 13.1 und später als DR-Baureihe 92.4 geführt.
Die Lietuvos geležinkeliai (LG) übernahm 1939 mit den Eisenbahnen des Wilnagebiets eine polnische TKp1 als Baureihe T13 mit der Nummer 601 in Drittbesetzung. Diese Ordnungsnummer war zuvor bereits zweimal an Lokomotiven der LG-Baureihe P3 vergeben worden. 1940/41 wurde sie evtl. von der Deutschen Reichsbahn übernommen.
Im Jahr 1935 kamen von den Saareisenbahnen die Lokomotiven 92 919–950 zur Deutschen Reichsbahn. 1943 kamen von der Schipkau-Finsterwalder Eisenbahn-Gesellschaft noch die Lokomotiven mit den Nummern 92 991–995 hinzu. Im Zweiten Weltkrieg wurden aus den besetzten polnischen Teilen mehrere Lokomotiven dieser Bauart als 92 951–990 und 996 sowie aus dem Gebiet der aufgelösten Tschechoslowakei mehrere Lokomotiven dieser Bauart als 92 1101–1112 in den Bestand der DR eingereiht. Die Deutsche Reichsbahn übernahm am 1. April 1949 von den ehemaligen Klein- und Privatbahnen auf dem Gebiet der SBZ ebenfalls mehrere Lokomotiven dieser Bauart und reihte sie als 92 6401 und 92 6501–6504 in ihren Bestand ein. Bei den Lokomotiven 92 6502–6504 handelte es sich um Loks der preußischen Gattung T 13, welche von der Brandenburgischen Städtebahn beschafft worden waren.
Vier Lokomotiven verblieben nach dem Zweiten Weltkrieg auf dem Gebiet des wiedergegründeten Österreich. Es waren dies die Lokomotiven 92 1052, 1055, 1063 und 1068. Die ÖBB bildeten daraus unter Beibehaltung der Ordnungsnummern die ÖBB-Reihe 792. Alle Maschinen dieser Reihe wurden bis 1962 ausgemustert. In Polen verblieben 94 Maschinen, die bis 1967 aus dem Dienst schieden. Zwei Lokomotiven fuhren als OHE 92 110 und 111 bei den Osthannoverschen Eisenbahnen, die die Maschinen von der Kleinbahn Celle–Wittingen bzw. Kleinbahn Celle–Soltau–Munster erhalten haben. Die Lokomotiven wurden bis 1961 betrieben und dann ausgemustert.
Die Deutsche Bundesbahn musterte die letzte Maschine 1965 beim Bahnbetriebswerk Kassel aus, die Deutsche Reichsbahn 1968. Museal erhalten blieben die 92 503 im Eigentum vom Verkehrsmuseum Dresden, die 92 638 bei der Museums-Eisenbahn Minden, die 92 739 im Eisenbahnmuseum Neustadt/Weinstraße und die TKp1-46 (ehem. Bromberg 7909) als Denkmal in Bydgoszcz.
Nachdem in die im Eigentum der DB AG befindliche 92 739 mehrere Jahrzehnte nichts investiert worden ist, kam sie 2016 ins Dampflokwerk Meiningen (DLW). Für die dort direkt neben dem Werk im August 2024 öffnende Dampflok Erlebniswelt ist die Lok als Schauobjekt aufgeschnitten worden, um Besuchern die Funktion einer Dampflok zu demonstrieren. Im April 2022 wurde mit der Zerlegung des Dampfkessels begonnen.

## Die T 13 bei der Brandenburgischen Städtebahn

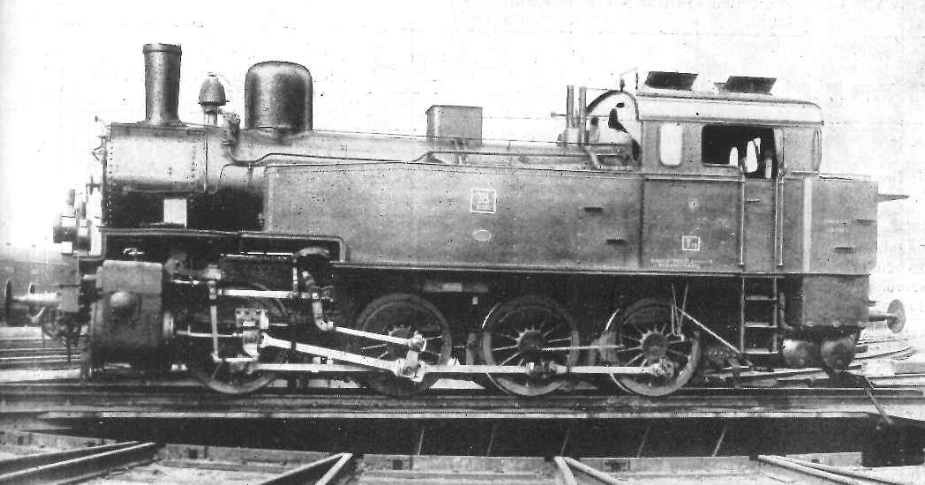
BStB 18 auf einer historischen Aufnahme in den 1930er Jahren

Drei Lokomotiven der Reihe T 13 wurden von der Brandenburgischen Städtebahn 1922 bis 1923 fabrikneu vom Hersteller erworben. Die Gründe für den Erwerb von Lokomotiven nach dem Nassdampfverfahren könnten in der damaligen finanziellen Lage der Bahngesellschaft nach dem Ersten Weltkrieg zu suchen sein. Sie wurden ursprünglich als BStB 18-20 bezeichnet, ab 1937 wurden sie in BStB 31-33 umgenummert. 1940 erhielten sie die Bezeichnungen LVDB 1-120 bis 1-122 vom Landesverkehrsamt Brandenburg, wobei die 1 vor dem Strich den Einsatz bei der Brandenburgischen Städtebahn bedeutet.
Nach dem Zweiten Weltkrieg wurden alle drei Lokomotiven von der Deutschen Reichsbahn übernommen und als 92 6502–6504 bezeichnet.
Sie blieben zunächst auf ihrer Stammstrecke und wurden im Ausbesserungswerk Berlin-Tempelhof instand gehalten. Beheimatet waren sie im Bahnbetriebswerk Brandenburg-Altstadt, ab 1958 Brandenburg.
Als erste wurde 1955 die 92 6503 an das Eisenhüttenkombinat Ost in Fürstenberg verkauft.
Die 92 6504 wurde 1964 nach Dessau umbeheimatet und versah Dienste auf der Bahnstrecke Dessau–Gohrau-Rehsen. 1965 wurden die Lokomotiven abgestellt und als Schrott verkauft.

## Die T 13 in der Tschechoslowakei
Die Tschechoslowakischen Staatsbahnen (ČSD) übernahmen 1919 insgesamt 12 Lokomotiven, die während des Ersten Weltkrieges im Dienst der k. u. k. Heeresbahn gestanden hatten. Als Reihe 415.0 eingeordnet, wurden sie in den nordböhmischen Heizhäusern Aussig, Tetschen und Bodenbach beheimatet. Dort wurden sie auf den großen Verschiebebahnhöfen und in den Hafenanlagen und Anschlussbahnen als Rangierlokomotive eingesetzt. Belegt ist auch die Verwendung als Schiebelokomotive im Kohleverkehr auf den Rampen Brüx–Maria Radschitz und Teplitz-Schönau–Turn-Probstau der Hauptverbindung Komotau–Aussig. Unter Eisenbahnern waren sie dort als „Kohlenwespen“ bekannt.
Infolge der Besetzung des Sudetenlandes im Oktober 1938 kamen sie geschlossen in den Bestand der Deutschen Reichsbahn und wurden als 92 1101–1112 eingeordnet. Sie verblieben auch weiterhin in ihrem nordböhmischen Einsatzgebiet und kamen deshalb 1945 wieder zurück in den Bestand der ČSD. Dazu kam die 92 507, die 1945 in Bohumín (Oderberg) stehengeblieben war und als 415.1500 übernommen wurde. Die ČSD beheimateten einige Lokomotiven später auch in Prag und Česká Třebová, wo sie Rangieraufgaben übernahmen. Bis 1968 wurden sie ausgemustert. Museal blieb keine erhalten.